# Mainate indien
Gracula indica
Espèce
Statut de conservation UICN

 LC  : Préoccupation mineure
Le Mainate indien (Gracula indica) est une espèce d'oiseaux de la famille des Sturnidae, c'est-à-dire proches des étourneaux. Il se rencontre dans le Sud-Ouest de l’Inde et du Sri Lanka. Cet oiseau à une vocalisation remarquable.

## Étymologie
Le terme mainate vient probablement de l'indo-portugais mainato, du nom d'un oiseau chanteur vivant près d'un point d'eau, et est probablement une métaphore puisque ce terme désigne un homme dont le métier consiste à laver le linge des autres. Il est attesté en français depuis au moins 1775, date de parution de l'œuvre de Georges-Louis Leclerc de Buffon.

## Description
Le Mainate indien a le plumage noir brillant. Il mesure habituellement une vingtaine de centimètres. Il peut vivre entre 15 et 30 ans. Les pattes sont jaunes, le bec est orange vif à la base et jaune au bout. Il a des taches blanches sur les rémiges primaires. Comme les autres espèces de mainates, le mainate indien à des caroncules jaunes sur la tête, mais ses caroncules remontent bien plus haut. 

Distribution des différentes sous-espèces de mainate.

## Habitats et comportement
Le Mainate indien est présent dans le Sud-Ouest de l’Inde et du Sri Lanka. Il habite les forêts tropicales et subtropicales humides de plaine, de montagne ou de mangrove et dans les zones de plantations. 
On le rencontre généralement en haut de la canopée, se déplaçant en grands groupes bruyants d'une demi-douzaine environ, dans des cimes d'arbres à la lisière de la forêt. Il sautille latéralement le long de la branche. Comme la plupart des étourneaux, le mainate est assez omnivore, mangeant des fruits, du nectar et des insectes.
Son chant est mélodieux, il est capable d’émettre divers croassements et cris. Le mainate est considéré comme étant parmi les meilleurs oiseaux parleurs, il imite souvent mieux les sons et la voix humaine que les perroquets. Il est d’ailleurs élevé en captivité pour cette particularité. Le Mainate indien est moins doué vocalement que le Mainate religieux, espèce très similaire, dont l'aire de répartition ne se chevauche pas.

## Reproduction
Il construit un nid dans un trou dans un arbre. Les nichées sont habituellement de deux ou trois œufs. Il n'y a pas de dimorphisme sexuel chez ces oiseaux.

## Statut de conservation
La population est en baisse, l’espèce est classée par l’UICN comme « préoccupation mineure »,.

## Systématique
Le nom valide complet (avec auteur) de ce taxon est Gracula indica (Cuvier, 1829).
Ce taxon porte en français le nom vernaculaire ou normalisé suivant : Mainate indien.